# Моро (Перуђа)
Моро је насеље у Италији у округу Перуђа, региону Умбрија.
Према процени из 2011. у насељу је живело 25 становника. Насеље се налази на надморској висини од 364 м.